# Sixto Durán Ballén
Sixto Durán Ballén Cordovez (Boston, 14 luglio 1921 – Quito, 15 novembre 2016) è stato un politico ecuadoriano.
È stato sindaco di Quito dal 1º agosto 1970 al 16 febbraio 1978, mentre è stato Presidente dell'Ecuador dal 10 agosto 1992 al 10 agosto 1996.